# Дюплекс, Мишель
Мише́ль Дюпле́кс — французский киноактёр.

## Фильмография
- 1962 — / L'Œil du Monocle
- 1964 — Барбузы — секретные агенты / Les Barbouzes
- 1964 — Фантомас / Fantômas — помощник Жюва в очках
- 1964 — Игра в ящик / Des pissenlits par la racine
- 1964 — Смех сквозь слёзы монокля / Le Monocle rit jaune
- 1964 — / La Cité de l’indicible peur
- 1964 — / Une ravissante idiote
- 1965 — Фантомас разбушевался / Fantômas se déchaîne — помощник Жюва в очках
- 1965 — / La Métamorphose des cloportes
- 1965 — / Quand passent les faisans
- 1965 — / La Bourse et la Vie
- 1966 — Фантомас против Скотленд-Ярда / Fantômas contre Scotland Yard — помощник Жюва в очках
- 1968 — Замороженный / Hibernatus
- 1968 — / Gorri le diable
- 1968 — Босс / Le Pacha
- 1973 — Молчаливый
- 1973 — Приключения раввина Якова / Les Aventures de Rabbi Jacob
- 1974 — Четыре мушкетёра Шарло / Les Quatre Charlots mousquetaires
- 1977 — / L’Imprécateur
- 1980 — Шарло против Дракулы/ Les Charlots contre Dracula — комиссар